# TSC2
 Комплекс туберозного склероза 2  (TSC2), также известный как  туберин  — белок, кодируемый у человека геном  TSC2  .

## Функция
Мутация в этом гене приводит к туберозному склерозу . Этот ген, как полагают, продукт опухолевого супрессора и способен стимулировать конкретные ГТфазы. Белок ассоциируется с гамартином в цитозольный комплекс, возможно, действует как шапероны для гамартина. Альтернативный сплайсинг приводит к множеству вариантов транскриптов, кодирующих различные изоформы белка.

## Взаимодействия
TSC2 функционирует в рамках сложных многокомпонентных белковых комплексов, известных как комплексы TSC, которые состоят из основных белков TSC2, TSC1 и TBC1D7.
TSC2, как сообщалось, взаимодействуют с несколькими другими белками, которые не являются частью комплекса TSC в том числе:
- AKT1,[4][5]
- AXIN1,[6]
- FOXO1,[7]
- GSK3B,[6][8]
- MAPK1,[9]
- PTK2,[10]
- PAM,[11]
- PRKAA1,[12][13]
- RAP1A,[14][15]
- RHEB,[7][14][16][17][18][19]
- RPS6KA1,[5][20]
- UBE3A[21][22] и
- YWHAZ.[23]